# Tanja Hüberli
Tanja Hüberli, född 27 augusti 1992 i Reichenburg, Schweiz är en beachvolley- och volleybollspelare. Hon har tillsammans med Nina Brunner vunnit guld vid EM 2021 och 2023.

## Volleyboll
Hüberli började spelade volleyboll i VBC March. Hon fortsatte som center i VBC Pfäffikon. Hon gick över till TSV Jona i förstaligan 2008. Hon spelade då även med Schweiz U19-damlandslag. Under säsongen 2010/11 spelade hon med Voléro Zürich.

## Beachvolley
Hüberli tog silver vid schweiziska U21-mästerskapet 2010. Samma år nådde hon en niondeplats vid U19-VM tillsammans med Ines Egger. Hon spelade sin första turnering på FIVB Beach Volleyball World Tour tillsammans med Marlen Brunner vid dess tävling i Gstaad 2012. Hon blev nia vid U23-EM 2012 tillsammans med Fabienne Geiger. Samma år blev de femma vid schweiziska seniormästerskapet och femma vid student-VM. Mellan 2013 och 2015 spelade Hüberli tillsammans med Tanja Goricanec. De blev schweiziska mästare 2013. Under FIVB Beach Volleyball World Tour 2013 blev de som bäst femma. De misslyckades att ta sig vidare från gruppspelsrundan vid VM 2013. De tog silver vid EM 2014.
Sedan 2016 spelar Hüberli med Nina Brunner (före 2022 Nina Betschart). De nådde under de följande åren några medaljplaceringar vid FIVB Beach Volleyball World Tour-turneringar samt blev schweiziska mästare. Vid OS 2020 (som hölls 2021) åkte de ut i åttondsfinalen mot Joana Heidrich och Anouk Vergé-Dépré. Det gick bättre vid EM samma år, som de vann, och de blev även åter schweiska mästare.
På Volleyball World Beach Pro Tour 2022 nådde de två pallplatser medan de vid VM 2022 nådde en åttondelsfinal (där de åkte ut mot Kelley Kolinske och Sara Hughes). Vid EM tog de silver och de blev även åter schweiziska mästare. Under 2023 nådde de som bäst en andraplats på Volleyball World Beach Pro Tour 2023, medan de vann EM. De tog sin första seger på touren under Volleyball World Beach Pro Tour 2024, när de 21 april vann tävlingen i Tepic.